# Matilda II., bulonjska grofica
Matilda II. (Mahaut/Maud) bila je bulonjska grofica vladarica, kći bulonjske grofice Ide i njenog muža Renauda I., grofa Dammartina te potomak Stjepana, kralja Engleske.

## Biografija
Godine 1216., Matilda je naslijedila svoju majku kao grofica Bulonja.
Matildin prvi muž bio je Filip Hurepel, sin francuskog kralja Filipa II. Augusta. Hurepel i Matilda zajedno su upravljali feudom bulonjskim, a dobili su kćer i sina. Filip Hurepel umro je 1234. godine te je Matilda neko vrijeme sama vladala Bulonjom, premda se preudala za infanta Alfonsa, brata Sanča II., kralja Portugala. Alfons je naslijedio brata 1248. te je Matilda postala portugalska kraljica. Međutim, nije Alfonsu rodila dijete te je on oženio drugu ženu, pa je Matilda Alfonsa optužila za bigamiju.
Matildu je naslijedila sestrična Adelajda. 